# آلیسیا رودریگس
آلیسیا رودریگس (اسپانیایی: Alicia Rodríguez‎؛ زادهٔ ۲ مهٔ ۱۹۳۵) بازیگر اهل اسپانیا و مکزیک است. وی بین سال‌های ۱۹۴۰ تا ۲۰۱۲ میلادی فعالیت می‌کرد.
از فیلم‌ها یا مجموعه‌های تلویزیونی که وی در آن‌ها نقش داشته است، می‌توان به «یک خانوادهٔ خوشبخت» (۲۰۱۲-۲۰۱۱) و «ثروتمندان نیز می‌گریند» (۱۹۷۹) اشاره نمود.